# Boriwo de Tarant
Boriwo de Tarant, auch Boriwo de Tharant, war Burgvogt von Tharandt.

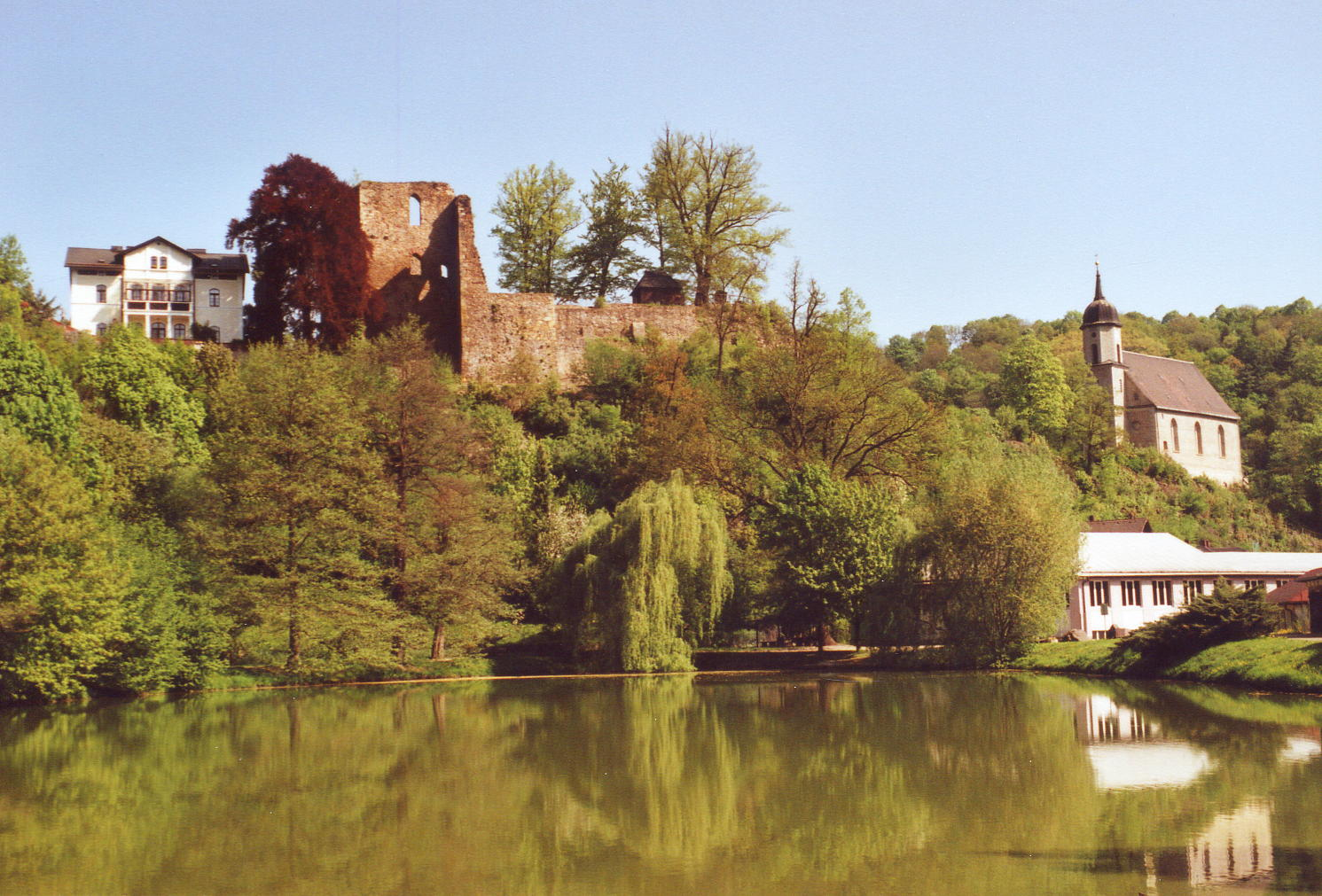
Burgruine Tharandt

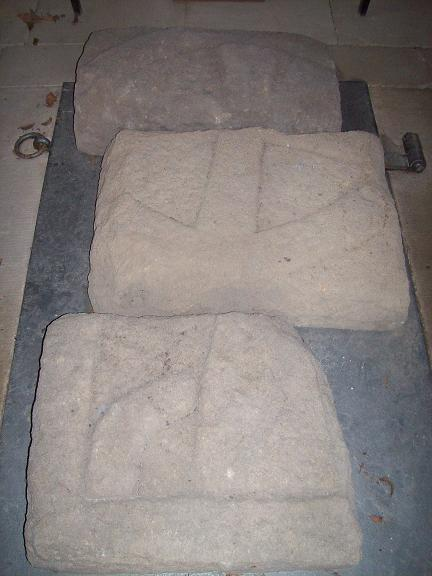
Teile eines romanischen Grabsteines in der alten Toten- bzw. Aussegnungshalle auf dem Friedhof der Kirche Fördergersdorf, die mit Boriwo de Tarant in Verbindung gebracht werden

Boriwo soll zumindest bis zum Schiedsspruch des Markgrafen von Meißen zwischen dem Meißner Bischof und dem Burggrafen von Dohna um die Burg Thorun von 1206 Vasall des Meißner Bischofs mit einem Herrensitz in Grumbach und auf dem Rittergut Kleinopitz gewesen sein.
Urkundlich erwähnt wurde er 1216 bis 1242. Als Vasall des Markgrafen von Meißen, Dietrichs des Bedrängten, war er Burghauptmann der Tharandter Burg, die errichtet wurde, um die Gebietsansprüche der Wettiner gegen die Burggrafen von Dohna mit Wehranlagen in Rabenau und Ruppendorf durchzusetzen. Jene beherrschten das Weißeritz- und Müglitzgebiet und versuchten ebenfalls weitere Gebiete zu besiedeln, indem sie Waldhufendörfer auch nördlich der Weißeritz anlegen ließen. 
Die genaue Entstehungszeit der Tharandter Burg ist nicht bekannt, jedoch ist zu vermuten, dass sie zwischen 1206 und 1215 errichtet wurde, da sie am 21. Januar 1216 mit Boriwo de Tarant erstmals urkundlich erwähnt wird. Am 9. Februar 1223 wird Boriwo in einer Urkunde des Bischofs Bruno II. als „Borowi miles honestus“ – edler Ritter – bezeichnet, man kann also davon ausgehen, dass er ein Ministerialer, ritterbürtig war. Aktuell ist die Ansicht verbreitet, dass Boriwo von der Burgbesatzung Döbelns nach Tharandt kam. Sein Name könnte slawischen Ursprungs sein und sich von Bořivoj ableiten.
Boriwo gründete zur Versorgung der Burg Tharandt den Ort Pohrsdorf als Boriwois Dorf durch die Ausgründung seines Grumbacher Besitzes und errichtete dort die Burg Pohrsdorf als Turmhügelburg. Diese diente ihm auch zum Schutz der Alten Meißner Landstraße, die auch als Pilgerweg zwischen Kloster Altzella bzw. Meißen und Böhmen diente. Sein Name ist auch mit Großopitz verbunden, das er 1215 aus einer vorhandenen slawischen Siedlung germanisierte. Nach 1223 gründet er Braunsdorf, was jedoch noch umstritten ist. Zudem wird er als Patron in der Entstehungszeit mit der Kirche Fördergersdorf und der Kirche in Grumbach in Verbindung gebracht.
Als Markgraf Dietrich 1221 starb, kam es zu einem Kriegszug Ludwigs des Heiligen, Landgraf von Thüringen, gegen die Mark Meißen. Es heißt, er habe das Erbe des minderjährigen Heinrich – Sohn Dietrichs, sein Neffe und Mündel – sichern wollen. Zumindest behauptet die Erfurter Chronik, dass dabei die Burganlage in Tharandt 1223 abgebrannt sei. Sie wurde aber schon ab 1240 wiedererrichtet und erweitert. Die heute vorhandenen – wenn auch noch nicht vollständig ergrabenen – Grundmauern entsprechen diesem Bau, auch wenn die sichtbaren Teile der Burgruine verändert wurden, als man die zum Steinbruch verkommene Anlage um 1800 im Sinne der Romantik teilweise „rekonstruierte“. So sind sowohl die gotisch ausgemauerten Fensteröffnungen als auch der Balkon „moderne“ Zutaten, die so nicht dem Original entsprechen.
Urkunden belegen, dass Boriwo auch in der neuen Burg als Burgvogt tätig war, bis sich seine Spur nach einer letzten Urkunde aus dem Jahr 1242 verliert. Er könnte in der für die Burg Tharandt zuständigen Kirche Fördergersdorf beigesetzt worden sein, wo Fragmente eines romanischen Grabsteines aus dieser Zeit erhalten geblieben sind.
Zum Landding (meißnischer Landtag) 1220 wird sein Bruder Thimo erwähnt (1220 „Borewei et germanus eius Thimo“).
Eine weitere Urkunde nennt seine Söhne Christian und Johannes de Tarant, als Zeugen auf dem Landding 1228 in Kolmitz.
Später tauchen noch Herrmann de Tarant (1300) und Friczko de Tarandia (1350) in Ortsregistern auf. Deren Verwandtschaft mit Boriwo ist nicht zwingend. Heinrich Tarant (1452) wird dem Geschlecht des Boriwo de Tarant zugeordnet.